# 가요 드라이브 (울산교통방송)
박수현의 가요 드라이브는 TBN 울산교통방송(FM 104.1㎒)에서 평일 밤 8시부터 9시 55분까지 방송하는 추억의 가요, 트로트 라디오 프로그램이다.

## 프로그램 소개
- 하루를 정리하는 시간, 추억의 가요부터 트로트까지 다양한 선곡으로 함께한다. 다양한 코너를 준비하여 청취자와 서로 공감할 수 있는 프로그램을 제작한다.

## 코너소개

### 매일 코너
- 오늘의 고정코너 -
- 골드미스 다이어리
- 히트예감 가요가요
- 수고했어 오늘도

### 월요일
- 영화본색 OST : 방송인 이하연과 함께 기억에 남는 영화 OST 듣기

### 화요일
- 골라듣는 테마가요 : 대명대학교 뉴뮤직과 오재이 겸임교수와 함께 매주 다른 테마의 가요듣기

### 수요일
- 추억의 슈퍼스타 : 방송인 김기남과 함께 추억속 보고싶은 스타의 인생이야기와 히트곡 듣기

### 목요일
- 7080 탐사대 : 문화예술탐험가 김학주 떴다! 7080 그 시절, 가요제 노래와 비하인드 스토리알아보기

### 금요일
- 웃으면 노래가 와요 : 행복소리터 이경훈 소장의 웃음 강의와 주제별 노래듣기